# Cercle de l'Annonciade
Le Cercle de l'Annonciade, centre savoisien d'études régionalistes, appelé aussi L'Annonciade, cercle d'amitiés et d'études savoisiennes, est un mouvement identitaire savoyard qui pour but premier de faire connaître l'histoire de la Savoie. Sur certains sujets, il prône un discours écologique de sauvegarde du patrimoine.

## Historique
Les célébrations du rattachement ou de l'Annexion de la Savoie à la France ont incité un certain nombre de Savoyards à se pencher sur l'histoire de cette période. Par ailleurs, les discussions de la mise en place d'une régionalisation en France ont permis à quelques Savoyards de politiser leur réflexion jusque-là limitée à l'histoire.
Le 23 novembre 1969, L. Buttin (Rumilly), J. Chevallier (Reignier), H. Planche (Chambéry) et P. Reboton (Aix-les-Bains) se sont réunis à Rumilly pour fonder un nouveau mouvement régionaliste : Le Cercle de l'Annonciade. Ils ont quitté le Club des Savoyards de Savoie, pour des raisons idéologiques. Les Savoyards de Savoie avaient, selon eux, perdu leur âme en ouvrant leurs rangs à l'ensemble de la population et non plus à quelques élites savoyardes de souches remontant à cinq générations. Le mouvement porte le nom de "Cercle de l'Annonciade" en hommage à l'Ordre de chevalerie créé par Amédée VI de Savoie le Vert. D'après l'historien savoyard L. Dimier, « le Comte Vert compte aux yeux des Savoyards pour un des Pères de la Patrie ». Créé en 1969, il faut attendre janvier 1970 pour que l'association soit déclarée officiellement, à la Mairie de Rumilly.
Avec la mise en place de la régionalisation en France, les membres de l'association retrouvent les membres du Club des Savoyards de Savoie pour demander la création d'une Région Savoie. En plus d'un travail de lobbying, ils fondent le Mouvement Région Savoie.
De 1993 à 1995, Jean de Pingon ou Patrice Abeille ont participé à la rédaction de certains articles dans Présence savoisienne, avant la création de la Ligue savoisienne.
Aujourd'hui, plus discrète, l'Annonciade continue d'œuvrer pour la Savoie.

## Actions culturelles et historiques
Le Cercle de l'Annonciade édite la revue Présence savoisienne, Organe d'Expression Régionaliste et Fédéraliste du Cercle de l'Annonciade, fondée en 1968, deux fois par an.
- 1969 : Protestation contre le projet d'anéantissement du Parc national de la Vanoise
- 1972 : Recommandation pour que le 19 février devienne la fête nationale de la Savoie (en hommage à l'érection du Comté en Duché de Savoie en 1416)
- 1973 : Débroussaillage des Tours de Montmayeur (Aime)
- 1974 : Dégagement de la voie romaine en Val-de-Fier
- : Débroussaillage des alentours de la Chartreuse de Pierre-Châtel, fondée par Amédée VI de Savoie ; Participation au nettoyage de la Leysse (Chambéry)
- 1983 : Demande de l'affichage d'écusson avec la Croix de Savoie sur les panneaux à l'entrée des villages

## Actions politiques
- 1972 : Certains membres du Club des Savoyards de Savoie et de l'Annonciade s'associent pour créer un mouvement politique souhaitant une Région Savoie : Mouvement Région Savoie. Contribution au pétitionnement en faveur d'une Région Savoie (187 000 signatures)